# Katastrofa lotu JS Air 201
Katastrofa lotnicza pod Karaczi wydarzyła się 5 listopada 2010. Śmierć poniosło w niej 21 osób.
Samolot rozbił się nieopodal Karaczi, a przyczyną były problem z silnikiem. Po starcie pilot skontaktował się z wieżą kontroli ruchu lotniczego, zgłaszając problemy z silnikiem. Otrzymał zgodę na powrót na lotnisko, jednak w trakcie manewru zawracania jednostka spadła na ziemię.

## Narodowości ofiar katastrofy
Wśród 21 zabitych było czterech członków załogi i 17 pasażerów, w tym jeden Włoch.
| Kraj     | Pasażerowie | Załoga | Razem |
| -------- | ----------- | ------ | ----- |
| Pakistan | 16          | 4      | 20    |
| Włochy   | 1           | –      | 1     |
| Razem:   | 17          | 4      | 21    |